# Keef Hartley
Keith „Keef“ Hartley (* 8. April 1944 in Preston, Lancashire, England; † 27. November 2011) war ein britischer Rockmusiker (Schlagzeug). Bekannt wurde er u. a. als Mitglied von John Mayalls Bluesbreakers und mit seiner eigenen Keef Hartley Band. Ein Kennzeichen Hartleys waren seine Auftritte in Indianer-Kleidung, da er sich sehr für die indianische Kultur interessierte.

## Biografie
1963 schloss sich Keef Hartley der Band Rory Storm & the Hurricanes an, bei der zuvor schon Ringo Starr getrommelt hatte. Davor hatte Hartley bei den Thunderbeats erste Erfahrungen gesammelt. Im November 1963 wechselte Hartley zu Freddie Starr & the Midnighters, die wie die Hurricanes im Hamburger Star-Club spielten. Im Sommer 1964 gründete Hartley mit Roger James die Band The Ice Cubes, die bis Ende des Jahres zusammenblieb. Ende 1964 bis Mitte 1967 spielte Hartley bei The Artwoods, zusammen mit Jon Lord (später Deep Purple). Am 1. Mai 1967 beteiligte sich Hartley an John Mayalls Album The Blues Alone, auf dem Mayall alle Instrumente spielte, außer dem Schlagzeug bei einigen Titeln. Danach war Hartley ständiges Mitglied der Bluesbreakers bis 1968.
Ende 1968 entstand das erste Album der Keef Hartley Band, Halfbreed. Mit Miller Anderson (Gitarre, Gesang), Gary Thain (Bass) und Mick Weaver (Keyboards) war die Formation hochkarätig besetzt. Im Intro dieser LP verarbeitete Hartley die Tonbandaufzeichnung des Telefongesprächs, in welchem Mayall ihm die Mitgliedschaft bei den Bluesbreakers gekündigt hatte. Die Band trat 1969 beim Woodstock-Festival auf. Später wuchs die Gruppe zeitweise auf Big-Band-Format an; im Zuge der aufkommenden Fusion-Bewegung lag einer der Schwerpunkte auch auf dem Einsatz von Blechbläsern (The Time is Near). 1972 löste Keef Hartley seine Band auf, um erneut mit John Mayall zusammenzuarbeiten. 1973 spielte Hartley in der Michael Chapman Band. 1975 kam Hartley in der Band Dog Soldier wieder mit Miller Anderson zusammen.
1977 stieß Keef Hartley zu Stan Webbs Chicken Shack (bzw. zu der von Stan Webb für ein Album zusammengetrommelten Band Broken Glass). Eine weitere Band, in der er spielte, war Mainsqueeze. Es gab auch ein Revival der Thunderbeats. Kurzzeitig ersetzte er auch mal den Schlagzeuger bei Jethro Tull.
Nachdem er das Musikgeschäft verlassen hatte, machte er sich selbständig, indem er zusammen mit Roger Giffin, der inzwischen für Fender in Los Angeles arbeitet, Gitarren wartete und reparierte. Das Geschäft erweiterte sich bald auf das Einrichten von Tonstudios wie The Manor (Virgin), Townhouse und die Olympic Studios. Außerdem arbeiteten sie auch für David Gilmour.  Anfang der 1990er Jahre zog er sich größtenteils aus dem Geschäft zurück, baute hin und wieder aber noch immer Gehäuse. 2000 spielte er zusammen mit Michael Chapman auf Dave Gardners Loser's Paradise. Zuletzt arbeitete er an seiner Biografie. Am 27. November 2011 starb Keef Hartley nach Komplikationen bei einer Operation.

## Diskografie
Diese Diskografie befasst sich mit allen Alben, an denen Keef Hartley mitwirkte.
Freddy Starr and the Star Boys:
- 1964—This is Liverpool Beat (Vogue) (Recorded Live at the Iron Door Club)

The Artwoods:
- 1966—Art Gallery (Decca)

Champion Jack Dupree:
- 1966—Won’t Be a Fool No More …plus

John Mayall’s Bluesbreakers:
- 1967—The Blues Alone (Ace of Clubs)
- 1967—Crusade (Decca)
- 1968—Diary of a Band, Vol. 1 (Decca)
- 1968—Diary of a Band, Vol. 2 (Decca)

The Keef Hartley Band:
- 1969—Halfbreed (Deram) (CD-Reissue von Deram mit 1 Bonustrack/One Way)
- 1969—The Battle of North West Six (Deram) (CD-Reissue von Deram/One Way)

John Mayall’s Bluesbreakers:
- 1969—Looking Back (Decca) (CD-Reissue: 1990, Deram)

The Keef Hartley Band:
- 1970—The Time Is Near (Deram) (CD-Reissue von Deram)
- 1971—Overdog (Deram) (CD-Reissue von Deram)
- 1971—Little Big Band (Deram) (CD-Reissue von Deram)

John Mayall’s Bluesbreakers:
- 1971—Thru the Years (Decca) (CD-Reissue: 1990)
- 1971—Back to the Roots (Doppelalbum; CD-Reissue: 2001)

The Keef Hartley Band:
- 1972—Seventy Second Brave (Deram) (CD-Reissue von Deram)

Keef Hartley (Solo):
- 1973—Lancashire Hustler (Deram)

John Mayall Band:
- 1973—Moving On (Polydor) (live)
- 1973—Ten Years Are Gone (Polydor) (2LP)

The Keef Hartley Band:
- 1974—The Best of Keef Hartley (Deram) (2LP) (Kompilation)

Michael Chapman Band:
- 1974—Millstone Grit (Deram)

Dog Soldier:
- 1975—Dog Soldier (UA)

Michael Chapman Band:
- 1976—Pleasures of the Street (Nova) (live)

John Mayall’s Bluesbreakers:
- 1977—Primal Solos (1977, London) (live)

The Artwoods:
- 1983—100 Oxford Street (Edsel) (CD-Reissue: 1991)

John Mayall’s Bluesbreakers:
- 1992—London Blues (1964–1969) (2CD)
- 1997—The Best of John Mayall and the Bluesbreakers – As It All Began 1964–69 (Decca)

The Keef Hartley Band:
- 1999—Not Foolish, Not Wise (Mooncrest)

John Mayall Band:
- 1999—Rock the Blues Tonight (Indigo) (2CD) (live) (wirkt nur auf 3 Titeln mit)

The Keef Hartley Band:
- 2004—Walhalla